# علي لابوانت
علي عمار المعروف ب علي لابوانت ولد بتاريخ 14 ماي 1930 بمليانة ، ولاية عين الدفلى ، الجزائر 🇩🇿 ، كان مقاوم و مجاهد ثوري جزائري وزعيم في منظمات جبهة التحرير الوطني الجزائرية ، قاتل من أجل استقلال الجزائر ضد الاستدمار الفرنسي خلال معركة مدينة الجزائر .
عندما اندلعت ثورة التحرير الجزائرية (1954-1962) كان علي يقضي عقوبة بالسجن لمدة عامين ، جُنِّد من قبل مقاتلي جبهة التحرير الوطني في سجن بربروس (سركاجي) ، وأصبح أحد أكثر مساعديهم ثقة وولاء في الجزائر العاصمة ، في 28 ديسمبر 1956 اتهم بقتل أميدي فروجر عمدة بوفاريك .
في عام 1957 بدأت قوات المظليين الفرنسيين بقيادة العقيد إيف جودار باستهداف قيادة جبهة التحرير الوطني في الجزائر بشكل منهجي في محاولة للقضاء عليها ، استخدم العقيد جودار التعذيب كنوع من الإبتزاز ، في يونيو قاد علي لابوانت فرقًا كانت مسؤولة عن زرع متفجرات في أضواء الشوارع بالقرب من محطات الحافلات وفي نادٍ للرقص حيث تم القضاء على 17 من المعمرين و هذا يعتبر عملا فدائيا ضرب به العدو .
أصدر ياسف سعدي أوامره للقادة بالهروب والإختباء في مواقع مختلفة في منطقة قصبة الجزائر ، وبعد أن قبض على ياسف اختبأ علي لابوانت وثلاثة من معاونيه وهم : حسيبة بن بوعلي و محمود حامد بوحميدي و بيتي عمر حتى 8 أكتوبر ، وشى أحد العملاء للعدو الفرنسي بمكان اختباء علي لابوانت ورفاقه ، فاقترب المظليين الفرنسيين من المنزل الذي كانوا يتحصنون فيه وعرضوا عليهم الإستسلام ، إلا أن علي لابوانت ومن كان معه رفضوا ، فقصف المظليون الفرنسيون المنزل ، مما أسفر عن مقتله ورفاقه بالإضافة إلى 20 مدنيًا جزائريًا .

## حياته
ولد علي لابوانت في مليانة التابعة لعين الدفلى (التيطري أنذاك) الجزائر 🇩🇿 حيث اشتغل في سن مبكرة في مزارع المعمرين ، عند عودته إلى الجزائر العاصمة انخرط في صفوف نادي مولودية العاصمةومارس رياضة الملاكمة ، وهناك تعرف على كثير من الوطنيين الذين زرعوا فيه فكرة الثورة ، سمي ب علي لابوانت لأنه كان يقوم ب ممارسة رياضة الملاكمة و كان يبرز بيديه حيث كان يقال بالفرنسية لابوانت ، قضى فترة في السجن وانضم بعد ذلك إلى صفوف الثورة الوطنية ضمن فوج الفدائيين بالعاصمة حيث تم انخراطه من طرف مدربه لرياضة الملاكمة محمد صغير واشق حيث أخذه عند ياسف سعدي وقام بتجربته، وشارك في عدة هجومات على مراكز الجيش والشرطة الإستعمارية . وقد قاد مع حسيبة بن بوعلي وطالب عبد الرحمان وأرزقي لوني وغيرهم من الفدائيين عمليات كثيرة ضد العدوان الفرنسي الغاشم .

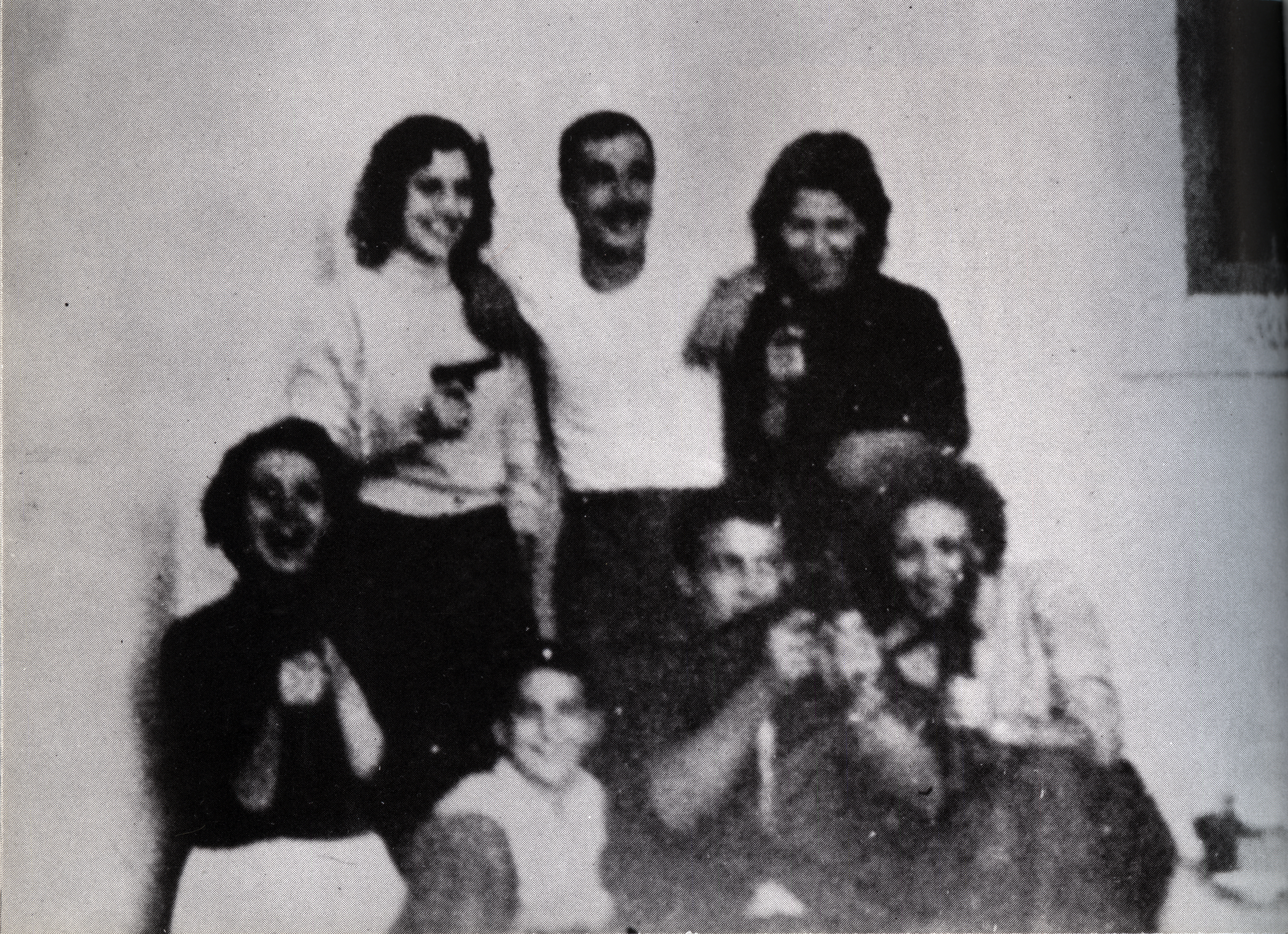
من اليسار إلى اليمين في الخلف: جميلة بوحيرد ، ياسف سعدي ، حسيبة بن بوعلي. في الأمام: سامية الاخضري، بيتي عمر، علي لابوانت وبيده مسدس وزهرة ظريف.

## وفاته

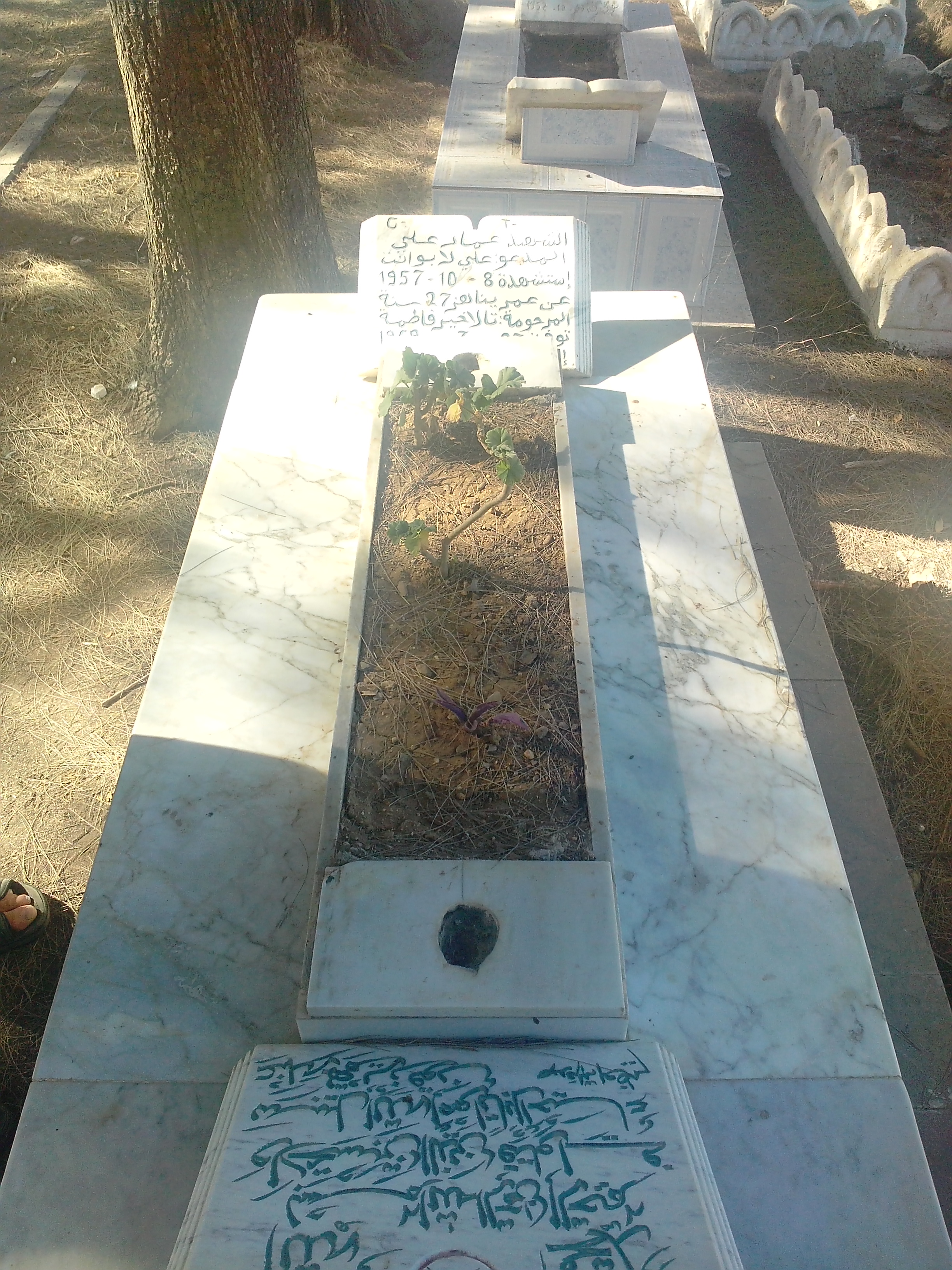
قبر الشهيد الجزائري علي لابوانت في مقبرة العالية بالجزائر العاصمة

في 8 أكتوبر عام 1957 قُتِلَ علي لابوانت حين قام الإستعمار الفرنسي بنسف المنزل الذي كان يأويه برفقة حسيبة بن بوعلي ومحمود بوحميدي وعمر الصغير ، فسقط الأربعة شهداء .

## في الأدب والثقافة
شخصية علي عمار لابوانت بطل الفيلم معركة الجزائر للمخرج الإيطالي جيلو بونتيكورفو .